# Wolica Łobaczowska
Wolica Łobaczowska (ukr. Волиця-Лобачівська, Wołycia-Łobacziwśka) – wieś na Ukrainie, w obwodzie wołyńskim, w rejonie łuckim, w hromadzie Beresteczko.

## Historia
Pod koniec XIX wieku wieś w gminie Beresteczko, w powiecie dubieńskim.
Do 2020 roku w rejonie horochowskim. 